# Joana Madalena de Saxe-Altemburgo
Joana Madalena de Saxe-Altemburgo (14 de Janeiro de 1656, Altemburgo – 22 de Janeiro de 1686, Weißenfels) foi um membro da Casa de Wettin. Foi uma duquesa de Saxe-Altemburgo por nascimento e duquesa de Saxe-Weissenfels-Querfurt por casamento.

## Vida

### Último membro da linha de Saxe-Altemburgo

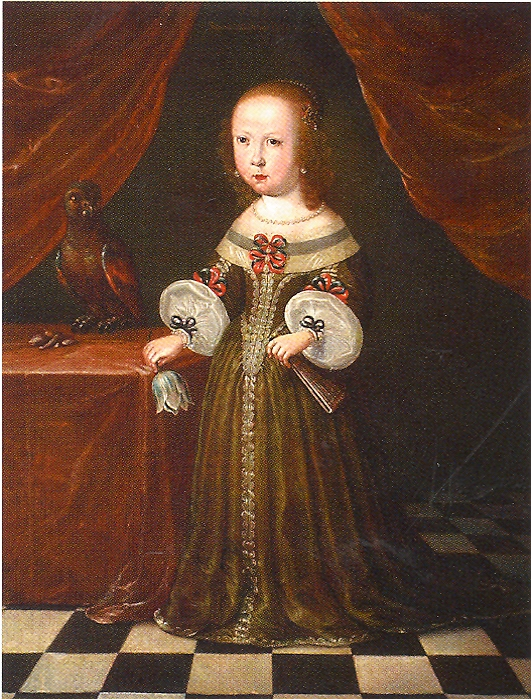
Joana Madalena em criança.

Joana Madalena foi a única filha do duque Frederico Guilherme II de Saxe-Altemburgo e da sua esposa Madalena Sibila da Saxónia, fila do príncipe-eleitor João Jorge I da Saxónia, a chegar à idade adulta.
Ficou órfã ainda muito nova quando os seus pais morreram em 1668 e 1669, quando ela tinha apenas doze anos. Pouco depois, tornou-se um peão nas mãos da sua família. Em 1671, os seus tios João Jorge II e Maurício, com quem ela passava grande parte do seu tempo, decidiram casá-la com o seu primo, o duque João Adolfo I de Saxe-Weissenfels, por motivos dinásticos.
Na altura, o casamento foi um assunto sensível, uma vez que o seu irmão mais velho, o príncipe-herdeiro Cristiano de Saxe-Altemburgo, tinha morrido novo, e o irmão mais novo, Frederico Guilherme III, que tinha sucedido ao pai como duque, estava sob a guarda dos tios e ainda não se tinha casado nem tido descendentes.
Os dois tios, membros do ramo Albertino da Casa de Wettin, especularam que a linha de Altemburgo (que pertencia ao ramo Ernestino) ficaria extinta em breve e, com este casamento, Altemburgo ficaria para a linha de Weissenfels, que também pertencia ao ramo Albertino. O duque Augusto de Saxe-Weissenfels era a favor da ideia. Se a linha de Saxe-Weisenfels também acabasse por ficar extinta (Augusto era o único herdeiro), então essas terras passariam para outros membros da linha Albertina, que eram os seus parentes mais próximos.
O duque Frederico Guilherme III morreu de varíola apenas seis meses depois de Joana Madalena se casar. Tanto as linhas Albertina como Ernestina reclamaram a herança. Depois de longas negociações, foram os dois duques Ernestinos que saíram vencedores: Ernesto I de Saxe-Gota e João Ernesto II de Saxe-Weimar argumentaram com sucesso que os seus casamentos com a linha de Saxe-Altemburgo na década de 1630 os colocavam numa posição mais favorável.

### Em Saxe-Weissenfels
Joana Madalena foi educada pelos teólogos Johann Stiel e Johann Christfried Sagittarius (1617–1689). Era muito devota e mostrou grande interesse pelos assuntos religiosos do ducado. Em privado, estudava a sua Bíblia com frequência e escreveu vários comentários nas suas margens. Escreveu livros de orações, colectâneas de provérbios e trabalhos didácticos que oferecia aos seus parentes e membros da corte. Doou peças de roupa bordadas a ouro à igreja do castelo e, mais tarde, um cálice e uma caixa de hóstias de ouro à igreja do castelo. Em 1681, doou a sua pia baptismal de prata à Igreja de Santa Maria em Weißenfels. Quando morreu, foram cunhadas moedas comemorativas que foram distribuídas no seu funeral.
Morreu a 22 de Janeiro de 1686, aos 30 anos de idade, e foi sepultado num caixão deslumbrante de estanho na igreja do Castelo de Neu-Augustenburg. Foi uma duquesa popular no seu ducado e dedicou-se às necessidades dos seus súbditos. Fez vários donativos ao habitantes de Weissenfels ao longo da vida e deixei-lhes dinheiro no seu testamento.

## Casamento e descendência
Joana Madalena casou-se a 25 de Outubro de 1671 em Altemburgo com João Adolfo I, Duque de Saxe-Weissenfels, filho de Augusto, Duque de Saxe-Weissenfels e da princesa Ana Maria de Mecklemburgo-Schwerin. Tiveram onze filhos:
1. Madalena Sibila de Saxe-Weissenfels (3 de Setembro de 1673 – 28 de Novembro de 1726), casada com João Guilherme III, Duque de Saxe-Eisenach; com descendência.
2. Augusto Frederico de Saxe-Weissenfels (15 de Setembro de 1674  – 16 de Agosto de 1675), morreu aos onze meses de idade.
3. João Adolfo de Saxe-Weissenfels (7 de Junho de 1676 – 17 de Junho de 1676), morreu com dez dias de idade.
4. João Jorge, Duque de Saxe-Weissenfels (13 de Julho de 1677-16 de Março de 1712), casado com a princesa Frederica Isabel de Saxe-Eisenach; com descendência.
5. Filho sem nome (nascido e morto a 24 de Julho de 1678)
6. Joana Guilhermina de Saxe-Weissenfels (20 de Janeiro de 1680 – 4 de Julho de 1730)
7. Frederico Guilherme de Saxe-Weissenfels (18 de Janeiro de 1681– 20 de Novembro de 1681), morreu aos dez meses de idade.
8. Cristiano, Duque de Saxe-Weissenfels (23 de Fevereiro de 1682 – 28 de Junho de 1736), casou-se com a princesa Luísa Cristina de Stolberg-Stolberg; sem descendência.
9. Ana Maria de Saxe-Weissenfels (17 de Junho de 1683 – 16 de Março de 1731), casada com Erdmann II, Duque de Promnitz; com descendência.
10. Sofia de Saxe-Weissenfels (2 de Agosto de 1684 – 6 de Maio de 1752 ), casada primeiro com Jorge Guilherme, Marquês de Brandemburgo-Bayreuth; com descendência. Casada depois com Alberto José, Conde de Hoditz-Wolframitz; sem descendência.
11. João AdolfoII, Duque de Saxe-Weissenfels (4 de Setembro de 1685 – 16 de Maio de 1746), casou-se primeiro com a princesa Joaneta Antonieta de Saxe-Eisenach; com descendência. Casado depois com a princesa Frederica de Saxe-Gota-Altemburgo; com descendência.

## Genealogia
| Joana Madalena de Saxe-Altemburgo | Pai: Frederico Guilherme II, Duque de Saxe-Altemburgo | Avô paterno: Frederico Guilherme I, Duque de Saxe-Weimar | Bisavô paterno: João Guilherme, Duque de Saxe-Weimar    |
| Joana Madalena de Saxe-Altemburgo | Pai: Frederico Guilherme II, Duque de Saxe-Altemburgo | Avô paterno: Frederico Guilherme I, Duque de Saxe-Weimar | Bisavó paterna: Doroteia Susana do Palatinado-Simmern   |
| Joana Madalena de Saxe-Altemburgo | Pai: Frederico Guilherme II, Duque de Saxe-Altemburgo | Avó paterna: Ana Maria do Palatinado-Neuburgo            | Bisavô paterno: Filipe Luís, Duque Palatino de Neuburgo |
| Joana Madalena de Saxe-Altemburgo | Pai: Frederico Guilherme II, Duque de Saxe-Altemburgo | Avó paterna: Ana Maria do Palatinado-Neuburgo            | Bisavó paterna: Ana de Cleves                           |
| Joana Madalena de Saxe-Altemburgo | Mãe: Madalena Sibila da Saxónia                       | Avô materno: João Jorge I, Eleitor da Saxônia            | Bisavô materno: Cristiano I, Eleitor da Saxônia         |
| Joana Madalena de Saxe-Altemburgo | Mãe: Madalena Sibila da Saxónia                       | Avô materno: João Jorge I, Eleitor da Saxônia            | Bisavó materna: Sofia de Brandemburgo                   |
| Joana Madalena de Saxe-Altemburgo | Mãe: Madalena Sibila da Saxónia                       | Avó materna: Madalena Sibila da Prússia                  | Bisavô materno: Alberto Frederico, Duque da Prússia     |
| Joana Madalena de Saxe-Altemburgo | Mãe: Madalena Sibila da Saxónia                       | Avó materna: Madalena Sibila da Prússia                  | Bisavó materna: Maria Leonor de Cleves                  |